# Vibrió
Els vibrions (Vibrio) són un gènere d'eubacteris gramnegatius amb morfologia de bacils, que es desplacen mitjançant flagels polars. Són bacteris anaeròbics facultatius, oxidasa positius i fermentadors.
Viuen en aigua dolça i marina. Però també poden viure associats amb plantes i animals aquàtics.
Algunes espècies de vibrions són patògenes per a l'home i els animals aquàtics. Les patògenes per a l'home provoquen malalties en el tracte digestiu i també pot infectar ferides obertes i causar una sèpsia. Destaquen el vibrió del còlera, agent que causa el còlera, el vibrió parahemolític i V. vulnificus, els dos últims es transmeten a través de la ingesta de peix i marisc cru que estigui contaminat.
El vibrió de Finkler i Vibrio harveyi no són patògens. Però ambdues espècies estableixen simbiosi amb altres organismes marins, principalment amb meduses, i produeixen llum mitjançant bioluminescència.